# Curtis Institute of Music

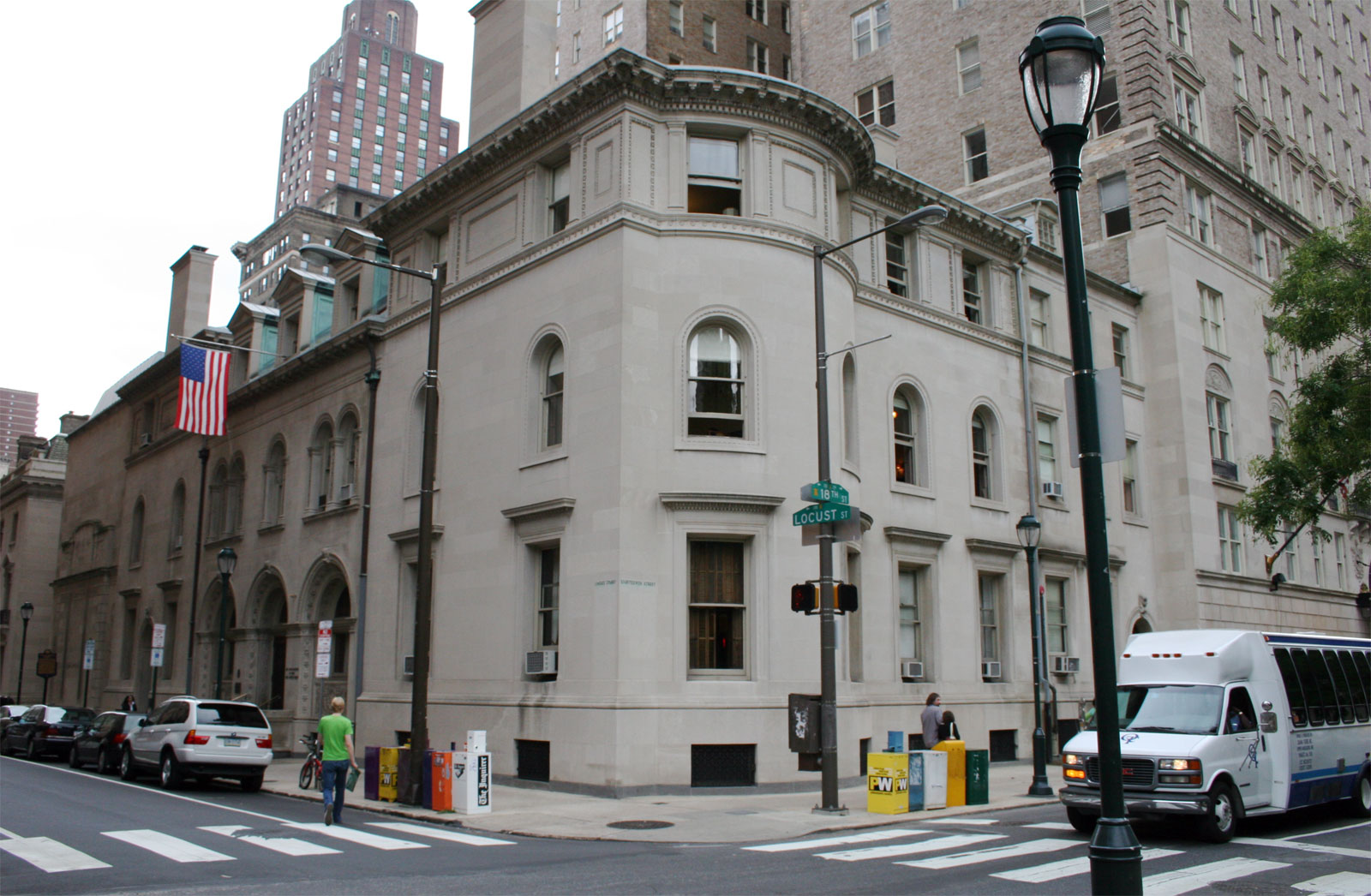
Het gebouw van het Curtis Institute of Music aan de Rittenhouse Square in Philadelphia

Het Curtis Institute of Music is een conservatorium in Philadelphia, USA. Het werd in 1924 door Mary Louise Curtis Bok opgericht en ontleent zijn naam aan de gedachtenis aan haar vader, Cyrus Curtis. De voornaamste activiteit is de opleiding van orkestmusici, maar het instituut staat open voor solokunstenaars en componisten. Het instituut heeft nooit meer dan 150 a 170 studenten. Door de hoge toelatingseisen heeft het instituut een van de laagste toelatingspercentages ter wereld.

## Ditecteuren
Het instituut werd geleid door onder andere Józef Hofmann, Randall Thompson, Efrem Zimbalist, Rudolf Serkin, Jorge Bolet en Gary Graffman. Sedert 2006 is Roberto Díaz, violist van het Philadelphia Orkest, directeur.
De huidige dirigent van het Curtis Symphony Orchestra is Otto-Werner Mueller.

## Belangrijke alumni
| - Samuel Barber, componist - Leonard Bernstein, componist en dirigent - Jorge Bolet, pianist - Shura Cherkassky, pianist - Young-Chang Cho, cellist - Juan Diego Flórez, tenor - Hilary Hahn, violiste - Felix Hell,organist - Leila Josefowicz, violiste | - Lang Lang, pianist - Ruth Laredo, pianiste - Gian Carlo Menotti, componist - Anna Moffo, sopraan - Janet Perry, sopraan - Nino Rota, componist - Peter Serkin, pianist |

## Weblinks
- Internetsite van het Curtis Institute of Music